# 大花土圞儿
大花土圞儿（学名：Apios macrantha）为豆科土圞儿属下的一个种。

## 扩展阅读
- 維基物種上的相關：大花土圞儿